# Ancylosis muliebris
Ancylosis muliebris is een vlinder uit de familie snuitmotten (Pyralidae). De wetenschappelijke naam is voor het eerst geldig gepubliceerd in 1937 door Meyrick.
De soort komt voor in Europa.